# Voetbal op de Olympische Zomerspelen 2024 – Mannen
Het voetbaltoernooi voor mannen op de Olympische zomerspelen van 2024 werd gehouden van 24 juli tot 9 augustus 2024. Er deden 16 landen mee die zich via continentale toernooien hadden gekwalificeerd, behalve Frankrijk dat als gastland automatisch was geplaatst. De landen werden in de groepsfase verdeeld in vier groepen van vier elftallen. De beste twee uit iedere groep kwalificeerden zich voor de kwartfinale. De spelers van de mannenelftallen mochten in principe niet ouder zijn dan 23 jaar. Drie spelers mochten boven deze leeftijd zijn.

## Loting
De loting voor de groepsfase werd op 20 maart 2024 gehouden in Saint-Denis.
| Pot 1                                          | Pot 2                                         | Pot 3                                     | Pot 4                                                 |
| ---------------------------------------------- | --------------------------------------------- | ----------------------------------------- | ----------------------------------------------------- |
| - Frankrijk - Japan - Oezbekistan - Argentinië | - Spanje - Nieuw-Zeeland - Paraguay - Marokko | - Verenigde Staten - Egypte - Irak - Mali | - Dominicaanse Republiek - Israël - Oekraïne - Guinee |

## Groepsfase

### Groep A
| Pos | Team             | Wed | W | G | V | Ptn | DV | DT | +/− | Kwalificatie               |
| --- | ---------------- | --- | - | - | - | --- | -- | -- | --- | -------------------------- |
| 1   | Frankrijk (G)    | 3   | 3 | 0 | 0 | 9   | 7  | 0  | +7  | Door naar de knock-outfase |
| 2   | Verenigde Staten | 3   | 2 | 0 | 1 | 6   | 7  | 4  | +3  | Door naar de knock-outfase |
| 3   | Nieuw-Zeeland    | 3   | 1 | 0 | 2 | 3   | 3  | 8  | −5  |                            |
| 4   | Guinee           | 3   | 0 | 0 | 3 | 0   | 1  | 6  | −5  |                            |

|                            |             |         |                       |                                                                       |
| 24 juli 2024 17:00 (UTC+2) | Guinee      | 1 – 2   | Nieuw-Zeeland         | Stade de Nice, Nice Toeschouwers: 4.909 Scheidsrechter: Adel Al-Naqbi |
| 24 juli 2024 17:00 (UTC+2) | Diawara 72' | Verslag | 25' Garbett 76' Waine | Stade de Nice, Nice Toeschouwers: 4.909 Scheidsrechter: Adel Al-Naqbi |

|                            |                                  |         |                  |                                                                                |
| 24 juli 2024 21:00 (UTC+2) | Frankrijk                        | 3 – 0   | Verenigde Staten | Stade de Marseille, Marseille Toeschouwers: 48.721 Scheidsrechter: Yael Falcón |
| 24 juli 2024 21:00 (UTC+2) | Lacazette 61' Olise 69' Badé 85' | Verslag |                  | Stade de Marseille, Marseille Toeschouwers: 48.721 Scheidsrechter: Yael Falcón |

|                            |               |         |                                                           |                                                                                |
| 27 juli 2024 19:00 (UTC+2) | Nieuw-Zeeland | 1 – 4   | Verenigde Staten                                          | Stade de Marseille, Marseille Toeschouwers: 9.468 Scheidsrechter: Glenn Nyberg |
| 27 juli 2024 19:00 (UTC+2) | Randall 78'   | Verslag | 8' (pen.) Mihailovic 12' Zimmerman 30' Busio 58' Aaronson | Stade de Marseille, Marseille Toeschouwers: 9.468 Scheidsrechter: Glenn Nyberg |

|                            |               |         |        |                                                                          |
| 27 juli 2024 21:00 (UTC+2) | Frankrijk     | 1 – 0   | Guinee | Stade de Nice, Nice Toeschouwers: 25.965 Scheidsrechter: Ilgiz Tantasjev |
| 27 juli 2024 21:00 (UTC+2) | Sildillia 75' | Verslag |        | Stade de Nice, Nice Toeschouwers: 25.965 Scheidsrechter: Ilgiz Tantasjev |

|                            |               |         |                                    |                                                                                 |
| 30 juli 2024 19:00 (UTC+2) | Nieuw-Zeeland | 0 – 3   | Frankrijk                          | Stade de Marseille, Marseille Toeschouwers: 45.790 Scheidsrechter: Katia García |
| 30 juli 2024 19:00 (UTC+2) |               | Verslag | 19' Mateta 71' Doué 74' Kalimuendo | Stade de Marseille, Marseille Toeschouwers: 45.790 Scheidsrechter: Katia García |

|                            |                                 |         |        |                                                                                          |
| 30 juli 2024 19:00 (UTC+2) | Verenigde Staten                | 3 – 0   | Guinee | Stade Geoffroy-Guichard, Saint-Étienne Toeschouwers: 6.245 Scheidsrechter: Tess Olofsson |
| 30 juli 2024 19:00 (UTC+2) | Mihailovic 14' Paredes 31', 75' | Verslag |        | Stade Geoffroy-Guichard, Saint-Étienne Toeschouwers: 6.245 Scheidsrechter: Tess Olofsson |

### Groep B
| Pos | Team       | Wed | W | G | V | Ptn | DV | DT | +/− | Kwalificatie               |
| --- | ---------- | --- | - | - | - | --- | -- | -- | --- | -------------------------- |
| 1   | Marokko    | 3   | 2 | 0 | 1 | 6   | 6  | 3  | +3  | Door naar de knock-outfase |
| 2   | Argentinië | 3   | 2 | 0 | 1 | 6   | 6  | 3  | +3  | Door naar de knock-outfase |
| 3   | Oekraïne   | 3   | 1 | 0 | 2 | 3   | 3  | 5  | −2  |                            |
| 4   | Irak       | 3   | 1 | 0 | 2 | 3   | 3  | 7  | −4  |                            |

1. 1 2  Gerangschikt op onderling resultaat: Argentinië 1 – 2 Marokko.

|                            |             |         |                   |                                                                                          |
| 24 juli 2024 15:00 (UTC+2) | Argentinië  | 1 – 2   | Marokko           | Stade Geoffroy-Guichard, Saint-Étienne Toeschouwers: 26.717 Scheidsrechter: Glenn Nyberg |
| 24 juli 2024 15:00 (UTC+2) | Simeone 68' | Verslag | 45+2', 51' Rahimi | Stade Geoffroy-Guichard, Saint-Étienne Toeschouwers: 26.717 Scheidsrechter: Glenn Nyberg |

|                            |                                        |         |                  |                                                                                         |
| 24 juli 2024 19:00 (UTC+2) | Irak                                   | 2 – 1   | Oekraïne         | Stade de Lyon, Décines-Charpieu Toeschouwers: 10.637 Scheidsrechter: Mahmood Ali Ismail |
| 24 juli 2024 19:00 (UTC+2) | Aymen Hussein 57' (pen.) Ali Jasim 75' | Verslag | 53' Roebtsjynsky | Stade de Lyon, Décines-Charpieu Toeschouwers: 10.637 Scheidsrechter: Mahmood Ali Ismail |

|                            |                                     |         |                     |                                                                                  |
| 27 juli 2024 15:00 (UTC+2) | Argentinië                          | 3 – 1   | Irak                | Stade de Lyon, Décines-Charpieu Toeschouwers: 30.008 Scheidsrechter: Espen Eskås |
| 27 juli 2024 15:00 (UTC+2) | Almada 14' Gondou 62' Fernández 85' | Verslag | 45+5' Aymen Hussein | Stade de Lyon, Décines-Charpieu Toeschouwers: 30.008 Scheidsrechter: Espen Eskås |

|                            |                                         |         |                   |                                                                                           |
| 27 juli 2024 17:00 (UTC+2) | Oekraïne                                | 2 – 1   | Marokko           | Stade Geoffroy-Guichard, Saint-Étienne Toeschouwers: 28.655 Scheidsrechter: Saíd Martínez |
| 27 juli 2024 17:00 (UTC+2) | Kryskiv 22' Saljoek 63' Krasnopir 90+8' | Verslag | 64' (pen.) Rahimi | Stade Geoffroy-Guichard, Saint-Étienne Toeschouwers: 28.655 Scheidsrechter: Saíd Martínez |

|                            |          |         |                            |                                                                                   |
| 30 juli 2024 17:00 (UTC+2) | Oekraïne | 0 – 2   | Argentinië                 | Stade de Lyon, Décines-Charpieu Toeschouwers: 10.017 Scheidsrechter: Dahane Beida |
| 30 juli 2024 17:00 (UTC+2) |          | Verslag | 47' Almada 90+1' Echeverri | Stade de Lyon, Décines-Charpieu Toeschouwers: 10.017 Scheidsrechter: Dahane Beida |

|                            |                                          |         |      |                                                                       |
| 30 juli 2024 17:00 (UTC+2) | Marokko                                  | 3 – 0   | Irak | Stade de Nice, Nice Toeschouwers: 19.300 Scheidsrechter: Ramon Abatti |
| 30 juli 2024 17:00 (UTC+2) | Richardson 19' Rahimi 28' Ezzalzouli 36' | Verslag |      | Stade de Nice, Nice Toeschouwers: 19.300 Scheidsrechter: Ramon Abatti |

### Groep C
| Pos | Team                   | Wed | W | G | V | Ptn | DV | DT | +/− | Kwalificatie               |
| --- | ---------------------- | --- | - | - | - | --- | -- | -- | --- | -------------------------- |
| 1   | Egypte                 | 3   | 2 | 1 | 0 | 7   | 3  | 1  | +2  | Door naar de knock-outfase |
| 2   | Spanje                 | 3   | 2 | 0 | 1 | 6   | 6  | 4  | +2  | Door naar de knock-outfase |
| 3   | Dominicaanse Republiek | 3   | 0 | 2 | 1 | 2   | 2  | 4  | −2  |                            |
| 4   | Oezbekistan            | 3   | 0 | 1 | 2 | 1   | 2  | 4  | −2  |                            |

|                            |                          |         |                      |                                                                            |
| 24 juli 2024 15:00 (UTC+2) | Oezbekistan              | 1 – 2   | Spanje               | Parc des Princes, Parijs Toeschouwers: 46.500 Scheidsrechter: Dahane Beida |
| 24 juli 2024 15:00 (UTC+2) | Sjomoerodov 45+3' (pen.) | Verslag | 28' Pubill 62' Gómez | Parc des Princes, Parijs Toeschouwers: 46.500 Scheidsrechter: Dahane Beida |

|                            |         |       |                        |                                                                                      |
| 24 juli 2024 17:00 (UTC+2) | Egypte  | 0 – 0 | Dominicaanse Republiek | Stade de la Beaujoire, Nantes Toeschouwers: 13.945 Scheidsrechter: Yoshimi Yamashita |
| 24 juli 2024 17:00 (UTC+2) | Verslag |       |                        | Stade de la Beaujoire, Nantes Toeschouwers: 13.945 Scheidsrechter: Yoshimi Yamashita |

|                            |                                |         |                                      |                                                                                |
| 27 juli 2024 15:00 (UTC+2) | Dominicaanse Republiek         | 1 – 3   | Spanje                               | Stade de Bordeaux, Bordeaux Toeschouwers: 16.099 Scheidsrechter: Adel Al-Naqbi |
| 27 juli 2024 15:00 (UTC+2) | Montes de Oca 38' Azcona 45+1' | Verslag | 24' F. López 55' Baena 70' Gutiérrez | Stade de Bordeaux, Bordeaux Toeschouwers: 16.099 Scheidsrechter: Adel Al-Naqbi |

|                            |             |         |                |                                                                                               |
| 27 juli 2024 17:00 (UTC+2) | Oezbekistan | 0 – 1   | Egypte         | Stade de la Beaujoire, Nantes Toeschouwers: 20.658 Scheidsrechter: Campbell-Kirk Kawana-Waugh |
| 27 juli 2024 17:00 (UTC+2) |             | Verslag | 11' Ahmed Koka | Stade de la Beaujoire, Nantes Toeschouwers: 20.658 Scheidsrechter: Campbell-Kirk Kawana-Waugh |

|                            |                        |         |             |                                                                                  |
| 30 juli 2024 15:00 (UTC+2) | Dominicaanse Republiek | 1 – 1   | Oezbekistan | Parc des Princes, Parijs Toeschouwers: 30.475 Scheidsrechter: Mahmood Ali Ismail |
| 30 juli 2024 15:00 (UTC+2) | Núñez 51' (pen.)       | Verslag | 58' Odilov  | Parc des Princes, Parijs Toeschouwers: 30.475 Scheidsrechter: Mahmood Ali Ismail |

|                            |               |         |                       |                                                                               |
| 30 juli 2024 15:00 (UTC+2) | Spanje        | 1 – 2   | Egypte                | Stade de Bordeaux, Bordeaux Toeschouwers: 12.180 Scheidsrechter: Drew Fischer |
| 30 juli 2024 15:00 (UTC+2) | Omorodion 90' | Verslag | 40', 62' Ibrahim Adel | Stade de Bordeaux, Bordeaux Toeschouwers: 12.180 Scheidsrechter: Drew Fischer |

### Groep D
| Pos | Team     | Wed | W | G | V | Ptn | DV | DT | +/− | Kwalificatie               |
| --- | -------- | --- | - | - | - | --- | -- | -- | --- | -------------------------- |
| 1   | Japan    | 3   | 3 | 0 | 0 | 9   | 7  | 0  | +7  | Door naar de knock-outfase |
| 2   | Paraguay | 3   | 2 | 0 | 1 | 6   | 5  | 7  | −2  | Door naar de knock-outfase |
| 3   | Mali     | 3   | 0 | 1 | 2 | 1   | 1  | 3  | −2  |                            |
| 4   | Israël   | 3   | 0 | 1 | 2 | 1   | 3  | 6  | −3  |                            |

|                            |                                           |         |           |                                                                                    |
| 24 juli 2024 19:00 (UTC+2) | Japan                                     | 5 – 0   | Paraguay  | Stade de Bordeaux, Bordeaux Toeschouwers: 14.000 Scheidsrechter: François Letexier |
| 24 juli 2024 19:00 (UTC+2) | Mito 18', 63' Yamamoto 68' Fujio 81', 87' | Verslag | 25' Viera | Stade de Bordeaux, Bordeaux Toeschouwers: 14.000 Scheidsrechter: François Letexier |

|                            |             |         |                      |                                                                                          |
| 24 juli 2024 21:00 (UTC+2) | Mali        | 1 – 1   | Israël               | Parc des Princes, Parijs Toeschouwers: 26.305 Scheidsrechter: Campbell-Kirk Kawana-Waugh |
| 24 juli 2024 21:00 (UTC+2) | Doumbia 63' | Verslag | 56' (e.d.) H. Diallo | Parc des Princes, Parijs Toeschouwers: 26.305 Scheidsrechter: Campbell-Kirk Kawana-Waugh |

|                            |                          |         |                                                   |                                                                            |
| 27 juli 2024 19:00 (UTC+2) | Israël                   | 2 – 4   | Paraguay                                          | Parc des Princes, Parijs Toeschouwers: 28.887 Scheidsrechter: Drew Fischer |
| 27 juli 2024 19:00 (UTC+2) | Gandelman 53' Gloukh 80' | Verslag | 25', 90+6' M. Fernández 69' Enciso 90+3' Balbuena | Parc des Princes, Parijs Toeschouwers: 28.887 Scheidsrechter: Drew Fischer |

|                            |              |         |      |                                                                                     |
| 27 juli 2024 21:00 (UTC+2) | Japan        | 1 – 0   | Mali | Stade de Bordeaux, Bordeaux Toeschouwers: 9.893 Scheidsrechter: Edina Alves Batista |
| 27 juli 2024 21:00 (UTC+2) | Yamamoto 82' | Verslag |      | Stade de Bordeaux, Bordeaux Toeschouwers: 9.893 Scheidsrechter: Edina Alves Batista |

|                            |        |         |              |                                                                                  |
| 30 juli 2024 21:00 (UTC+2) | Israël | 0 – 1   | Japan        | Stade de la Beaujoire, Nantes Toeschouwers: 11.671 Scheidsrechter: Saíd Martínez |
| 30 juli 2024 21:00 (UTC+2) |        | Verslag | 90+1' Hosoya | Stade de la Beaujoire, Nantes Toeschouwers: 11.671 Scheidsrechter: Saíd Martínez |

|                            |                 |         |      |                                                                               |
| 30 juli 2024 21:00 (UTC+2) | Paraguay        | 1 – 0   | Mali | Parc des Princes, Parijs Toeschouwers: 35.736 Scheidsrechter: Ilgiz Tantasjev |
| 30 juli 2024 21:00 (UTC+2) | M. Fernández 5' | Verslag |      | Parc des Princes, Parijs Toeschouwers: 35.736 Scheidsrechter: Ilgiz Tantasjev |

## Knock-outfase
|  | kwartfinales                  | kwartfinales           |                               |       | halve finales       | halve finales       |   |  | finale | finale |
|  |                               |                        |                               |       |                     |                     |   |  |        |        |
|  | 2 augustus – Bodeaux          |                        |                               |       |                     |                     |   |  |        |        |
|  |                               |                        |                               |       |                     |                     |   |  |        |        |
|  | Frankrijk                     | 1                      |                               |       |                     |                     |   |  |        |        |
|  | Frankrijk                     | 1                      | 5 augustus – Décines-Charpieu |       |                     |                     |   |  |        |        |
|  | Argentinië                    | 0                      |                               |       |                     |                     |   |  |        |        |
|  | Argentinië                    | 0                      | Frankrijk (w.n.v.)            | 3     |                     |                     |   |  |        |        |
|  | 2 augustus – Marseille        |                        | Frankrijk (w.n.v.)            | 3     |                     |                     |   |  |        |        |
|  |                               | Egypte                 | 1                             |       |                     |                     |   |  |        |        |
|  | Egypte (w.n.s.)               | Egypte                 | 1                             | 1 (5) |                     |                     |   |  |        |        |
|  | Egypte (w.n.s.)               |                        | 9 augustus – Parijs           | 1 (5) |                     |                     |   |  |        |        |
|  | Paraguay                      | 1 (4)                  |                               |       |                     |                     |   |  |        |        |
|  | Paraguay                      | 1 (4)                  | Frankrijk                     | 3     |                     |                     |   |  |        |        |
|  | 2 augustus – Parijs           |                        | Frankrijk                     | 3     |                     |                     |   |  |        |        |
|  |                               | Spanje (w.n.v.)        | 5                             |       |                     |                     |   |  |        |        |
|  | Marokko                       | Spanje (w.n.v.)        | 5                             | 4     |                     |                     |   |  |        |        |
|  | Marokko                       | 5 augustus – Marseille |                               | 4     |                     |                     |   |  |        |        |
|  | Verenigde Staten              | 0                      |                               |       |                     |                     |   |  |        |        |
|  | Verenigde Staten              | 0                      | Marokko                       | 1     | bronzen medaille    | bronzen medaille    |   |  |        |        |
|  | 2 augustus – Décines-Charpieu |                        | Marokko                       | 1     | bronzen medaille    | bronzen medaille    |   |  |        |        |
|  |                               | Spanje                 | 2                             |       | 8 augustus – Nantes | 8 augustus – Nantes |   |  |        |        |
|  | Japan                         | Spanje                 | 2                             | 0     | 8 augustus – Nantes | 8 augustus – Nantes |   |  |        |        |
|  | Japan                         |                        |                               |       |                     | Egypte              | 0 |  |        |        |
|  | Spanje                        | 3                      |                               |       |                     | Egypte              | 0 |  |        |        |
|  | Spanje                        | 3                      | Marokko                       | 6     |                     |                     |   |  |        |        |
|  |                               |                        | Marokko                       | 6     |                     |                     |   |  |        |        |

### Kwartfinales
|                               |                                                                 |         |                  |                                                                           |
| 2 augustus 2024 15:00 (UTC+2) | Marokko                                                         | 4 – 0   | Verenigde Staten | Parc des Princes, Parijs Toeschouwers: 42.868 Scheidsrechter: Yael Falcón |
| 2 augustus 2024 15:00 (UTC+2) | Rahimi 29' (pen.) Akhomach 63' Hakimi 70' Maouhoub 90+1' (pen.) | Verslag |                  | Parc des Princes, Parijs Toeschouwers: 42.868 Scheidsrechter: Yael Falcón |

|                               |       |         |                            |                                                                                   |
| 2 augustus 2024 17:00 (UTC+2) | Japan | 0 – 3   | Spanje                     | Stade de Lyon, Décines-Charpieu Toeschouwers: 19.111 Scheidsrechter: Dahane Beida |
| 2 augustus 2024 17:00 (UTC+2) |       | Verslag | 11', 73' F. López 86' Ruiz | Stade de Lyon, Décines-Charpieu Toeschouwers: 19.111 Scheidsrechter: Dahane Beida |

|                               |                                                                          |              |                                        |                                                                                 |
| 2 augustus 2024 19:00 (UTC+2) | Egypte                                                                   | 1 – 1 (n.v.) | Paraguay                               | Stade de Marseille, Marseille Toeschouwers: 23.753 Scheidsrechter: Glenn Nyberg |
| 2 augustus 2024 19:00 (UTC+2) | Ibrahim Adel 88'                                                         | Verslag      | 71' D. Gómez                           | Stade de Marseille, Marseille Toeschouwers: 23.753 Scheidsrechter: Glenn Nyberg |
| 2 augustus 2024 19:00 (UTC+2) | Strafschoppen                                                            |              |                                        | Stade de Marseille, Marseille Toeschouwers: 23.753 Scheidsrechter: Glenn Nyberg |
| 2 augustus 2024 19:00 (UTC+2) | Ahmed Koka Mohamed Elneny Karim El Debes Hossam Abdelmaguid Ibrahim Adel | 5 – 4        | D. Gómez Pérez Viera M. Gómez Balbuena | Stade de Marseille, Marseille Toeschouwers: 23.753 Scheidsrechter: Glenn Nyberg |

|                               |                         |         |            |                                                                                  |
| 2 augustus 2024 21:00 (UTC+2) | Frankrijk               | 1 – 0   | Argentinië | Stade de Bordeaux, Bordeaux Toeschouwers: 37.153 Scheidsrechter: Ilgiz Tantasjev |
| 2 augustus 2024 21:00 (UTC+2) | Mateta 5' Millot 90+12' | Verslag |            | Stade de Bordeaux, Bordeaux Toeschouwers: 37.153 Scheidsrechter: Ilgiz Tantasjev |

### Halve finales
|                               |                   |         |                          | |
| 5 augustus 2024 18:00 (UTC+2) | Marokko           | 1 – 2   | Spanje                   | Stade de Marseille, Marseille Toeschouwers: 59.882 Scheidsrechter: Ilgiz Tantasjev, vanaf 17' Glenn Nyberg |
| 5 augustus 2024 18:00 (UTC+2) | Rahimi 37' (pen.) | Verslag | 65' F. López 86' Sánchez | Stade de Marseille, Marseille Toeschouwers: 59.882 Scheidsrechter: Ilgiz Tantasjev, vanaf 17' Glenn Nyberg |

|                               |                            |              |                                         |                                                                                    |
| 5 augustus 2024 21:00 (UTC+2) | Frankrijk                  | 3 – 1 (n.v.) | Egypte                                  | Stade de Lyon, Décines-Charpieu Toeschouwers: 47.530 Scheidsrechter: Saíd Martínez |
| 5 augustus 2024 21:00 (UTC+2) | Mateta 83', 99' Olise 108' | Verslag      | 62' Mahmoud Saber 90+7', 92' Omar Fayed | Stade de Lyon, Décines-Charpieu Toeschouwers: 47.530 Scheidsrechter: Saíd Martínez |

### Wedstrijd om de bronzen medaille
|                               |        |         |                                                                       |                                                                                |
| 8 augustus 2024 17:00 (UTC+2) | Egypte | 0 – 6   | Marokko                                                               | Stade de la Beaujoire, Nantes Toeschouwers: 27.391 Scheidsrechter: Espen Eskås |
| 8 augustus 2024 17:00 (UTC+2) |        | Verslag | 23' Ezzalzouli 26', 64' Rahimi 51' El Khannouss 73' Nakach 87' Hakimi | Stade de la Beaujoire, Nantes Toeschouwers: 27.391 Scheidsrechter: Espen Eskås |

### Wedstrijd om de gouden medaille
|                               |                                              |              |                                                  |                                                                            |
| 9 augustus 2024 18:00 (UTC+2) | Frankrijk                                    | 3 – 5 (n.v.) | Spanje                                           | Parc des Princes, Parijs Toeschouwers: 44.260 Scheidsrechter: Ramon Abatti |
| 9 augustus 2024 18:00 (UTC+2) | Millot 11' Akliouche 79' Mateta 90+3' (pen.) | Verslag      | 18', 25' F. López 28' Baena 100', 120+1' Camello | Parc des Princes, Parijs Toeschouwers: 44.260 Scheidsrechter: Ramon Abatti |

## Doelpuntenmakers
8 doelpunten
- Soufiane Rahimi

6 doelpunten
- Fermín López

5 doelpunten
- Jean-Philippe Mateta

3 doelpunten
- Ibrahim Adel
- Marcelo Fernández

2 doelpunten
- Thiago Almada
- Michael Olise
- Aymen Hussein
- Shōta Fujio
- Shunsuke Mito
- Rihito Yamamoto
- Abde Ezzalzouli
- Achraf Hakimi
- Álex Baena
- Sergio Camello
- Djordje Mihailovic
- Kevin Paredes

1 doelpunt
- Claudio Echeverri
- Ezequiel Fernández
- Luciano Gondou
- Giuliano Simeone
- Ángel Montes de Oca
- Rafael Núñez
- Ahmed Nabil Koka
- Mahmoud Saber
- Maghnes Akliouche
- Loïc Badé
- Désiré Doué
- Arnaud Kalimuendo
- Alexandre Lacazette
- Enzo Millot
- Kiliann Sildillia
- Amadou Diawara
- Ali Jasim
- Omri Gandelman
- Oscar Gloukh
- Mao Hosoya
- Cheickna Doumbia
- Ilias Akhomach
- Bilal El Khannous
- El Mehdi Maouhoub
- Akram Nakach
- Amir Richardson
- Matthew Garbett
- Jesse Randall
- Ben Waine
- Ihor Krasnopir
- Dmytro Kryskiv
- Valentyn Roebtsjynsky
- Alisjer Odilov
- Eldor Sjomoerodov
- Fabián Balbuena
- Julio Enciso
- Diego Gómez
- Sergio Gómez
- Miguel Gutiérrez
- Samu Omorodion
- Marc Pubill
- Abel Ruiz
- Juanlu Sánchez
- Paxten Aaronson
- Gianluca Busio
- Walker Zimmerman

1 eigen doelpunt
- Hamidou Diallo (tegen Israël)

Mannentoernooi · Kwalificatie: Afrika (CAF) · Azië (AFC) · Europa (UEFA) · Noord- en Midden-Amerika (CONCACAF) · Oceanië (OFC) · Zuid-Amerika (CONMEBOL)

Vrouwentoernooi · Kwalificatie: Afrika (CAF) · Azië (AFC) · Europa (UEFA) · Noord- en Midden-Amerika (CONCACAF) · Oceanië (OFC) · Zuid-Amerika (CONMEBOL)
Atletiek · Badminton · Basketbal · Boksen · Boogschieten · Breaking · Gewichtheffen · Golf · Gymnastiek · Handbal · Hockey · Judo · Kanovaren · Klimsport · Moderne vijfkamp · Paardensport · Roeien · Rugby · Schermen · Schietsport · Schoonspringen · Skateboarden  · Surfen · Synchroonzwemmen · Taekwondo · Tafeltennis · Tennis · Triatlon · Voetbal · Volleybal · Waterpolo · Wielersport · Worstelen · Zeilen · Zwemmen